# Nachamps
Nachamps é uma comuna francesa na região administrativa da Nova Aquitânia, no departamento de Charente-Maritime. Estende-se por uma área de 4,18 km². Em 2010 a comuna tinha 194 habitantes (densidade: 46,4 hab./km²).